# Anchialina obtusifrons
Anchialina obtusifrons är en kräftdjursart som beskrevs av Hansen 1912. Anchialina obtusifrons ingår i släktet Anchialina och familjen Mysidae. Inga underarter finns listade i Catalogue of Life.